# Toni Gross
Toni Elaine Gross, conosciuta anche come Toni Owens (Parsons, 25 settembre 1974), è un'ex cestista e allenatrice di pallacanestro statunitense.

## Carriera
Ha giocato in Serie A1 con Messina.